# Ministero delle forze armate rivoluzionarie
Il Ministero delle forze armate rivoluzionarie di Cuba (in spagnolo: Ministro de las Fuerzas Armadas Revolucionarias, abbreviato MINFAR), conosciuto anche come Ministero delle FAR , è l'agenzia governativa di Cuba che rappresenta il corpo esecutivo delle Forze Armate Rivoluzionarie cubane. L'attuale Ministro delle FAR è il Generale di corpo d'armata e per lungo tempo capo di stato maggiore  Álvaro López Miera.

## Struttura direttiva
- Primo Segretario
- Comandante in capo- Miguel Díaz-Canel
- Capo di stato maggiore- Álvaro López Miera

## Responsabilità
Il MINFAR dirige, controlla ed esegue la politica del Partito Comunista di Cuba e del governo cubano riguardo all'attività e alla prontezza della nazione per la sua stessa difesa. È responsabile delle spese militari, e al contempo responsabile per le attività di commercio nell'ambito degli armamenti con gli altri paesi. Il ministero soddisfa questi obblighi in coordinazione con altre agenzie di governo ed istituzioni. Questi poteri e funzioni del MINFAR sono regolati dalla legislazione dell'Assemblea nazionale del potere popolare.

## Ministri
† indica le persone morte mentre erano in carica
- Comandante Raúl Castro (1931) (16 febbraio 1959-24 febbraio 2008) (Partito Comunista di Cuba)
- Generale di corpo d'armata Julio Casas Regueiro (1936-2011) (24 febbraio 2008-3 settembre 2011 †) (Partito Comunista di Cuba)
- Generale di corpo d'armata Leopoldo Cintra Frías (9 novembre 2011- 15 aprile 2021) (Partito Comunista di Cuba)  [3]
- Generale di corpo d'armata Álvaro López Miera (15 aprile 2021- in carica) (Partito Comunista di Cuba)